# Astudillo
Astudillo – gmina w Hiszpanii, w prowincji Palencia, w Kastylii i León, o powierzchni 122,95 km². W 2011 roku gmina liczyła 1065 mieszkańców.